# Бей Василь Іванович (депутат Державної думи)
Василій Іванович Бей (1878 — ?) — селянський депутат Державної думи I скликання від Подільської губернії.

## Біографія

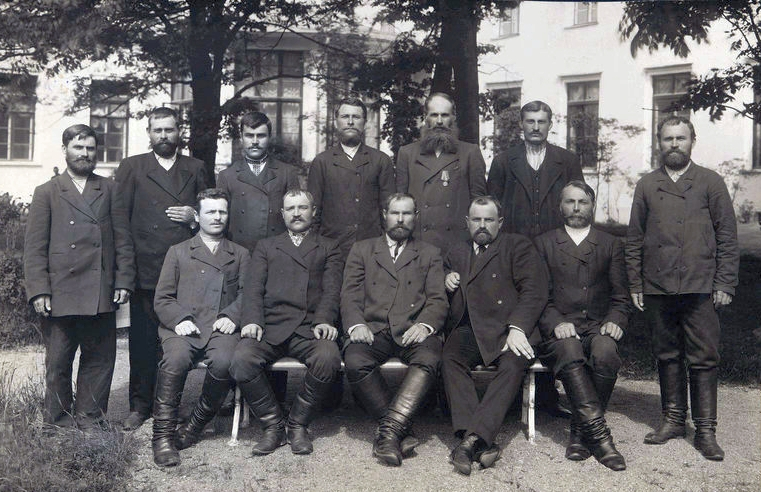
Депутати Державної думи I скликання від Подільської губернії. Стоять: Шепітка Д.І., Кучеренко І.З., Бей В.І., Гнатенко І. Г., Яременко П. Н., Косаренчук І. І., Рибачок О.Ф .; сидять: Романюк А. І., Кучер М. А., Штефанюк Л. Є., Заболотний І. К., Михаленко П. Н.

Православний українець, селянин села Сивороги Ушицького повіту.Закінчив церковно-парафіяльну школу. Був псаломщиком та помічником вчителя у церковно-парафіяльній школі.
В 1906 був обраний в I Державну думу від загального складу виборщиків Подільського губернських виборчих зборів. Входив до Трудової групи, підписав заяви «Про утворення комісії з розслідування злочинів посадових осіб» та «Про утворення місцевих аграрних комітетів». Подальша доля невідома.